# Museu Henrique e Francisco Franco
O Museu Henrique e Francisco Franco é um museu português de arte moderna, dedicado à obra dos irmãos Henrique e Francisco Franco, situado na baixa do Funchal, ilha da Madeira.

## Características
É um museu de arte que acolhe uma valiosa coleção de gravuras, desenhos e esculturas de finais do século XIX e princípios do século XX, obras da autoria dos irmãos Henrique e Francisco Franco, um pintor e o outro escultor, ambos madeirenses.
O edifício que acolhe este museu é típico da época áurea de produção destes artistas, datando dos anos 1940. O museu foi inaugurado a 21 de agosto de 1987.